# Arrondissement di Privas
L'arrondissement di Privas è un arrondissement dipartimentale della Francia situato nel dipartimento dell'Ardèche, nella regione dell'Alvernia-Rodano-Alpi.

## Storia
Fu creato nel 1800, sulla base dei preesistenti distretti.
In seguito alla riforma amministrativa del 22 febbraio 2007, i cantoni di Antraigues-sur-Volane, Aubenas, Vals-les-Bains e Villeneuve-de-Berg sono stati trasferiti dal arrondissement di Privas nel arrondissement di Largentière.

## Composizione

### Cantoni
L'arrondissement è composto da 65 comuni raggruppati in 7 cantoni:
- cantone di Bourg-Saint-Andéol
- cantone di Chomérac
- cantone di La Voulte-sur-Rhône
- cantone di Privas
- cantone di Rochemaure
- cantone di Saint-Pierreville
- cantone di Viviers

### Comuni
I comuni dell'arrondissement di Privas sono:
| 1. Ajoux (07004)                          | 2. Alba-la-Romaine (07005)              | 3. Albon-d'Ardèche (07006)             | 4. Alissas (07008)                         |
| 5. Aubignas (07020)                       | 6. Baix (07022)                         | 7. Beauchastel (07027)                 | 8. Beauvène (07030)                        |
| 9. Bidon (07034)                          | 10. Bourg-Saint-Andéol (07042)          | 11. Charmes-sur-Rhône (07055)          | 12. Chomérac (07066)                       |
| 13. Coux (07072)                          | 14. Creysseilles (07074)                | 15. Cruas (07076)                      | 16. Dunière-sur-Eyrieux (07083)            |
| 17. Flaviac (07090)                       | 18. Freyssenet (07092)                  | 19. Gilhac-et-Bruzac (07094)           | 20. Gluiras (07096)                        |
| 21. Gourdon (07098)                       | 22. Gras (07099)                        | 23. Issamoulenc (07104)                | 24. Larnas (07133)                         |
| 25. Lyas (07146)                          | 26. Marcols-les-Eaux (07149)            | 27. Meysse (07157)                     | 28. Les Ollières-sur-Eyrieux (07167)       |
| 29. Pourchères (07179)                    | 30. Le Pouzin (07181)                   | 31. Pranles (07184)                    | 32. Privas (07186)                         |
| 33. Rochemaure (07191)                    | 34. Rochessauve (07194)                 | 35. Rompon (07198)                     | 36. Saint-Bauzile (07219)                  |
| 37. Saint-Cierge-la-Serre (07221)         | 38. Saint-Étienne-de-Serre (07233)      | 39. Saint-Fortunat-sur-Eyrieux (07237) | 40. Saint-Georges-les-Bains (07240)        |
| 41. Saint-Julien-du-Gua (07253)           | 42. Saint-Julien-en-Saint-Alban (07255) | 43. Saint-Just (07259)                 | 44. Saint-Lager-Bressac (07260)            |
| 45. Saint-Laurent-du-Pape (07261)         | 46. Saint-Marcel-d'Ardèche (07264)      | 47. Saint-Martin-d'Ardèche (07268)     | 48. Saint-Martin-sur-Lavezon (07270)       |
| 49. Saint-Michel-de-Chabrillanoux (07278) | 50. Saint-Montan (07279)                | 51. Saint-Pierre-la-Roche (07283)      | 52. Saint-Pierreville (07286)              |
| 53. Saint-Priest (07288)                  | 54. Saint-Remèze (07291)                | 55. Saint-Sauveur-de-Montagut (07295)  | 56. Saint-Symphorien-sous-Chomérac (07298) |
| 57. Saint-Thomé (07300)                   | 58. Saint-Vincent-de-Barrès (07302)     | 59. Saint-Vincent-de-Durfort (07303)   | 60. Sceautres (07311)                      |
| 61. Le Teil (07319)                       | 62. Valvignères (07332)                 | 63. Veyras (07340)                     | 64. Viviers (07346)                        |
| 65. La Voulte-sur-Rhône (07349)           |                                         |                                        |                                            |